# Union Street (metropolitana di New York)
Union Street è una fermata della metropolitana di New York situata sulla linea BMT Fourth Avenue. Nel 2019 è stata utilizzata da 2 271 983 passeggeri. È servita dalla linea R sempre e dalle linee D e N solo di notte. Durante le ore di punta fermano occasionalmente anche alcune corse della linea W.

## Storia
La stazione fu aperta il 22 giugno 1915. Venne ristrutturata negli anni 1970 e poi nuovamente tra il 1991 e il 1994.

## Strutture e impianti
La stazione è sotterranea, ha due banchine laterali e quattro binari, i due esterni per i treni locali e i due interni per quelli espressi. È posta al di sotto di Fourth Avenue e non ha un mezzanino, ognuna delle due banchine ospita infatti un gruppo di tornelli con due scale per il piano stradale che portano a sud dell'incrocio con Union Street.

## Interscambi
La stazione è servita da alcune autolinee gestite da NYCT Bus.
- Fermata autobus